# 마태 효과
마태 효과(馬太效果, Matthew effect)는 저명한 연구자가 지원금 등 더 많은 혜택을 얻고, 그렇지 못한 연구자가 혜택에서 배제되면서 두 연구자 사이에 격차가 심해지는 것을 일컫는 말이다. 사회학자인 로버트 K. 머턴과 해리엇 주커만이 기독교 신약성경의 마태복음 25장 29절을 인용하며 처음 제기하였다. 매튜 효과(--效果) 또는 마태복음 효과(馬太福音效果)라고도 한다.
무릇 있는 자는 받아 풍족하게 되고 없는 자는 그 있는 것까지 빼앗기리라
— 마태복음 25장 29절

## 교육학
케이트 스타노비치 Keith Stanovich는 이를 학생의 읽기 문제에 적용하였다. 읽기 능력이 떨어지는 학생들은 학교에서 진급하면서 점점 더 독해에 어려움을 겪고, 언어는 도구과목으로써 기능하기 때문에 다른 교과목에서도 교육과정이 추구하는 목표를 달성하기는 시간이 지나면 지날 수록 더욱 어려워지는 것이다.

## 같이 보기
- 자본 축적
- 구글 학술 검색
- 메칼프의 법칙
- 파레토 분포
- 양성 피드백
- 인용
- 악순환